# Worldcon
Всемирный конвент научной фантастики, или сокращённо Ворлдкон (англ. The World Science Fiction Convention, Worldcon) — ежегодный конвент Всемирного общества научной фантастики (англ. World Science Fiction Society, WSFS), проводимый с 1939 года (за исключением периода с 1942 по 1945 год, во время Второй мировой войны). Является самым популярным и старым среди подобных мероприятий. Члены WSFS выбирают место проведения конвента, которое состоится через два года, а с 1955 года участники Всемирного конвента научной фантастики голосованием определяют победителей ежегодной премии «Хьюго», объявляемых на каждом конвенте.

## Деятельность
Мероприятия и события конвента обычно включают (но не ограничиваются ими):
- Мероприятия по поддержке фанатов и внешних благотворительных организаций
- Художественная выставка, на которой представлены картины, рисунки, скульптуры и другие работы, преимущественно на темы фантастики и фэнтези.
- Автограф-сессии, литературные пивные или кофейные встречи, «прогулки со звездами», и другие варианты встреч и общение с авторами научной фантастики и фэнтези.
- Церемонии награждения:
  - Премия «Чесли»
  - Премия «Хьюго»
  - Мемориальная премия Джона В. Кэмпбелла
- Костюмы — как официальный конкурс («Маскарад»), так и неофициальные «костюмированные залы» или косплей
- Танцы — один или несколько танцевальных мероприятий с живой музыкой или диджеем
- Выставки, содержащие фотографии известных поклонников и авторов, исторические обзоры, информацию о космосе и науке, местную информацию и т.д.
- Места продаж книг, интересных безделушек, игр, комиксов, фильмов, украшений, костюмов и других товаров
- Фан-лаунж — место для чтения, обмена мнениями, содействие и обсуждение фэнзинов
- Собрания фанатов — где фанатские организации и представители других конвентов демонстрируют и продвигают свои группы
- Филк и другие музыкальные представления, кружки и мастер-классы
- Фильмы — Фестиваль независимого кино и другие показы научно-фантастических фильмов, телешоу и т.д.
- Гейминг — живые, а также  настольные, карточные  и ролевые игры
- Живые театральные представления
- Дискуссионные форумы по широкому кругу вопросов, относящихся к научной фантастике, кино, аудио и другими медиа; искусством; графикой; фэндомом и фанатскими увлечениями; наукой, технологиями и обществом
- Речи и другие выступления почётных гостей и других участников программы
- Другие мероприятия Всемирного общества научной фантастики, включая определение места проведения будущего конвента, изменения в Конституции общества, организационные мероприятия

## Церемонии награждения
Всемирное общество научной фантастики руководит награждением премией «Хьюго», старейшей и выдающейся награды в области научной фантастики. Номинанты отбираются путем голосования участников «Ворлдкона». Категории наград включают романы и рассказы, нехудожественные произведения, постановки и т.д. 
Другие награды также могут быть представлены на «Ворлдконе» по усмотрению комитета конвента. Обычно это национальные научно-фантастические награды, например японская премия Сэйун (2007), канадская премия «Аврора» (2009). Церемонии награждения Мемориальной премией Джона В. Кэмпбелла, премии «Сайдвайз», премии «Чесли», премии «Прометей», хотя и не руководствуются Ворлдконом, также проходят во время конвента. 